# Semlac
Semlac è un comune della Romania di 3 923 abitanti, ubicato nel distretto di Arad, nella regione storica della Transilvania.
La più nota attrattiva turistica del comune è il parco naturale Lunca Mureşului.
Semlac è il comune natale di Helmuth Duckadam, ex portiere della Steaua Bucarest e della Nazionale romena.